# I Fall in Love Too Easily

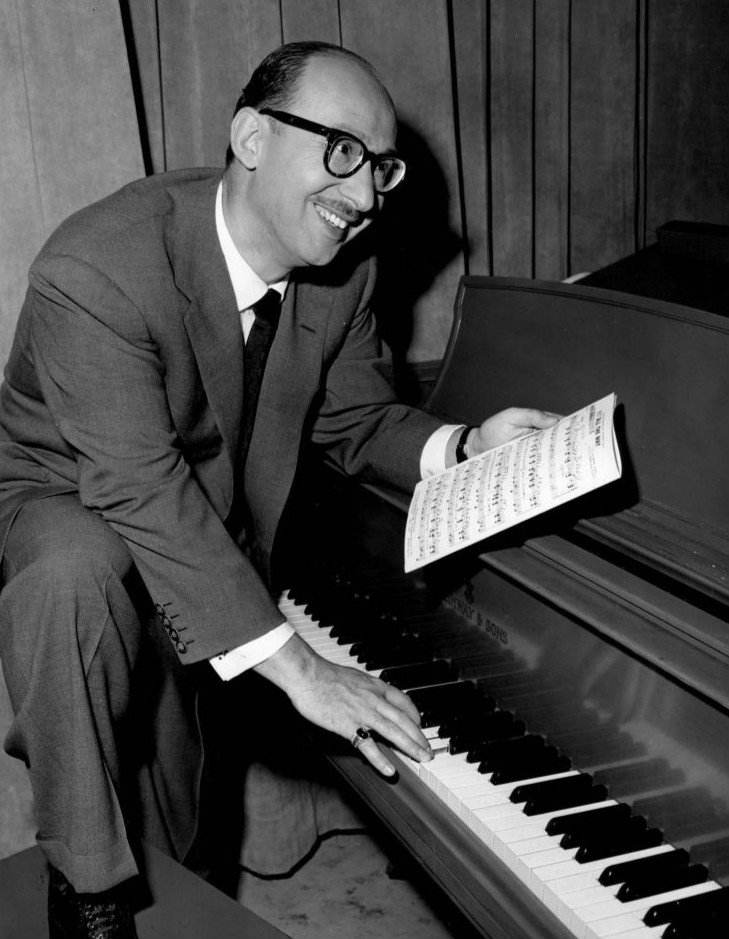
이 노래는 줄 스타인이 작곡했으며 사진의 새미 칸이 작사했다.

"I Fall in Love Too Easily"는 1944년에 줄 스타인이 작곡하고 새미 칸이 작사한 노래이다. 이 노래는 1945년에 개봉한 영화 닻을 올리고에서 프랭크 시나트라에 의해 알려졌다. 이 영화는 음악으로 아카데미상을 수상했다. "I Fall in Love Too Easily"는 아카데미 주제가상에 후보로 올랐지만, 로저스와 해머스타인의 "It Might As Well Be Spring"이 상을 수상했다.

## 커버
이 노래는 자주 연주되는 재즈 스탠더드가 되었는데, 제니 베어드와 멜 토메 그리고 멜 톤, 쳇 베이커, 레이 카니프, 로이스 캠벨, 조니 하트만, 키스 자렛, 셜리 혼, 랄프 타우너, 토니 베넷, 아니타 오데이, 다이앤 슈어, 프레드 허쉬 및 캐서린 맥피 등 많은 가수들이 이 노래를 불렀다. 일리아니 일리아스는 2000년에 발매된 자신의 앨범 Everything I Love에 이 노래를 넣었고, 카렌 수자는 2017년 앨범 Velvet Vault에, 멜로디 가르도는 2020년 앨범 Sunset in the Blue에 이 곡을 수록했다.